# هيئة عمليات الفحم التركية
هيئة عمليات الفحم التركية ( TKİ ) هي مؤسسة مملوكة للدولة تقوم بتعدين فحم الليجنيت في تركيا . تعد تركيا ثالث أكبر منتج للفحم الحجري في العالم،  بنسبة 7% من إجمالي الإنتاج العالمي.  في عام 2018، قامت الهيئة بتعدين 30 مليون طن، منها 16 مليون طن في حفرة مفتوحة و14 مليون طن تحت الأرض: وفي نفس العام، تم بيع 20 مليون طن، 12.6 مليون طن لمحطات الطاقة و7.4 مليون طن للصناعة وللأسر.  وهي مدرجة في قائمة خروج الفحم العالمية التي جمعتها منظمة أورجفيلد غير الحكومية (باللغة الألمانية) .  وتوظف حوالي 4000 شخص.  :34